# Girls' Generation's Phantasia
"Girls' Generation Phantasia concert" es la séptima gira de conciertos del grupo sur coreano Girls' Generation en promoción de su quinto álbum de estudio "Lion Heart", es su primera gira como 8 integrantes tras la salida de Jessica Jung.

## Promoción del tour
El 17 de octubre de 2015, SM Entertainment anunció que Girls' Generation realizarían su cuarta gira de conciertos por Asia para promocionar su quinto álbum de estudio "Lion Heart", los primeros conciertos se realizaron los días 21 y 22 de noviembre de 2015 en Seúl.

## Lista de canciones
| Seúl, Corea del Sur |
| --- |
| VCR 1 1. "You Think" 2. "Tell Me Your Wish (Genie)" (Remix) 3. "Bump It" 4. "Show Girls" (Version Coreana) 5. "어떤 오후 (One Afternoon)" 6. "Paparazzi" VCR 2 1. "Kissing You" 2. "Green Ligth 3. "Paradise" 4. "Adrenaline" (Taeyeon, Tiffany y Seohyun) 5. "Sugar" (Sunny y Yoona) 6. "Push It" (Hyoyeon, Yuri y Sooyoung) VCR 3 1. "Lion Heart" 2. "Check" 3. "Gee" VCR 4 1. "Mr. Mr." 2. "Sign" The Great Escape (Intro) 1. "Run Devil Run" 2. "Mr Taxi" (Version Coreana) (Remix) VCR 5 1. "Catch Me If You Can" 2. "Fire Alarm" 3. "The Boys" 4. "Into The New World" (Version Balada) Encore 1. "Snowy Wish" 2. "Diamond" 3. "Love & Girls" (Versión Invernal) 4. "Party" (Versión Invernal) |

| Nagoya, Japón |
| --- |
| VCR 1 1. "You Think" 2. "Genie" (Remix) 3. "Bump It" 4. "Show Girls" 5. "Girls" (Version Japonesa) 6. "Paparazzi" VCR 2 1. "Kissing You" 2. "Oh y Beep Beep" (Versiones Cortas) 3. "Paradise" 4. "Adrenaline" (Taeyeon, Tiffany y Seohyun) 5. "Sugar" (Sunny y Yoona) 6. "Push It" (Hyoyeon, Yuri y Sooyoung) VCR 3 1. "Lion Heart" 2. "Party" 3. "Gee" (Version Japonesa) VCR 4 1. "Mr. Mr." (Version Japonesa) 2. "Galaxy Supernova" The Great Escape (Intro) 1. "Run Devil Run" 2. "Mr Taxi" (Remix) VCR 5 1. "Catch Me If You Can" (Version Japonesa) 2. "Fire Alarm" 3. "The Boys" 4. "Indestructible" Encore 1. "Snowy Wish" 2. "Diamond" 3. "Love & Girls" |

## Fechas
| Asia                    |         |               |                                 |
| 21 de noviembre de 2015 | Seúl    | Corea del Sur | Olympic Gymnastics Arena        |
| 22 de noviembre de 2015 | Seúl    | Corea del Sur | Olympic Gymnastics Arena        |
| 12 de diciembre de 2015 | Nagoya  | Japón         | Nippon Gaishi Hall              |
| 18 de diciembre de 2015 | Kobe    | Japón         | Kobe World Kinen Hall           |
| 19 de diciembre de 2015 | Kobe    | Japón         | Kobe World Kinen Hall           |
| 20 de diciembre de 2015 | Kobe    | Japón         | Kobe World Kinen Hall           |
| 23 de diciembre de 2015 | Saitama | Japón         | Saitama Super Arena             |
| 24 de diciembre de 2015 | Saitama | Japón         | Saitama Super Arena             |
| 30 de enero de 2016     | Bangkok | Tailandia     | Impact Arena                    |
| 31 de enero de 2016     | Bangkok | Tailandia     | Impact Arena                    |
| 16 de abril de 2016     | Yakarta | Indonesia     | Indonesia Convention Exhibition |
| 7 de mayo de 2016       | Taipéi  | Taiwán        | Taipéi Arena                    |
| 8 de mayo de 2016       | Taipéi  | Taiwán        | Taipéi Arena                    |

- Datos: Q21531392